# يقظة الفكر
يقظة الفكر هو مجموعة مقالات مُجمعة في مختلف المواضيع، كتبها توفيق الحكيم في جريدة أخبار اليوم فيما بين الثلاثينات والاربعينات ويُقسم الكتاب لعدة اجزاء: 
الأول: مجموعة مقالات -في بداية الكتاب- عن حرية الفكر والتعبير خاصة في الابحاث والجامعات، ويُدين التكفير والإقصاء، ويتتبع حالة دراسة كانت منشورة في جامعة القاهرة بهدف نيل الدكتوراه من أحد الباحثين، والتي كتبها صاحبها في مجال الفن القصصي في القرآن الكريم، مما كثرت عليه الانتقادات من مشائخ وأكاديمين متحفظين، وانقسم الرأي العام تجاه القضية. فيقوم توفيق الحكيم بتتع العراك الفكري، من خلال تسليط الضوء على ردود الفعل التي تم اتخاذها تجاه الرسالة. والثاني هو مجموعة مقالات متفرقة في المواضيع والسنين..عن الصهيونية والمرأة وغيره. أما الجزء الثالث يتحدث عن الشباب، والرابع يتحدث عن الفن.

## نبذة عن الكاتب
توفيق الحكيم، أديب ومفكر، هو أبو المسرح في مصر والعالم العربي وأحد مؤسسي فن المسرحية والرواية والقصة في الأدب العربي الحديث. وُلد توفيق الحكيم بالإسكندرية سنة 1898 من أب مصري كان يشتغل في سلك القضاء وأم تركية، ولما بلغ سن السابعة ألحقه أبوه بمدرسة حكومية، ولما أتم تعليمه الابتدائي اتجه نحو القاهرة ليواصل تعليمه الثانوي، ولقد أتاح له هذا البعد عن عائلته شيءًا من الحرية فأخذ يعني بنواحي لم يتيسر له العناية بها كالموسيقى والتمثيل ولقد وجد في تردده على فرقة جورج أبيض ما يرضي حاسته الفنية التي وجهته نحو المسرح.
وبعد حصوله على البكالوريا التحق بكلية الحقوق نزولاً عند رغبة والده الذي كان يود أن يراه قاضيًا كبيرًا أو محاميًا شهيرًا. وفي هذه الفترة اهتم بالتأليف المسرحي فكتب محاولاته الأولى من المسرح مثل مسرحية «الضيف الثقيل» و«المرأة الجديدة» وغيرهما، إلا أن أبويه قررا إرساله إلى باريس لنيل شهادة الدكتوراه. وفي سنة 1928 عاد توفيق الحكيم إلى مصر ليواجه حياة عملية مضنية فانضم إلى سلك القضاء ليعمل وكيلاً للنائب العام في المحاكم المختلطة بالإسكندرية ثم في المحاكم الأهلية. وفي سنة 1934 انتقل الحكيم من السلك القضائي ليعمل مديرًا للتحقيقات بوزارة المعارف ثم مديرًا لمصلحة الإرشاد الاجتماعي بوزارة الشؤون الاجتماعية.
استقال توفيق الحكيم من الوظيفة العمومية سنة 1934 ليعمل في جريدة «أخبار اليوم» التي نشر بها سلسلة من مسرحياته وظل يعمل في هذه الصحيفة حتى عاد من جديد إلى الوظيفة فعين مديرًا لدار الكتب الوطنية سنة 1951 وعندما أُنشئ المجلس الأعلى لرعاية الفنون والآداب عين فيه عضوًا متفرغًا وفي سنة 1959 قصد باريس ليمثل بلاده بمنظمة اليونسكو لكن فترة إقامته هناك لم تدم طويلاً إذ فضل العودة إلى القاهرة في أوائل سنة 1960 ليستأنف وظيفته السابقة بالمجلس الأعلى للفنون والآداب.
منحته الحكومة المصرية أكبر وسام وهو «قلادة الجمهورية» تقديرًا لما بذله من جهد من أجل الرقي بالفن والأدب ولغزارة إنتاجه، كما مُنح جائزة الدولة التقديرية في الآداب عام 1961. توفي توفيق الحكيم عام 1987 في القاهرة.

## في الفكر

### إيقاظ التفكير
في هذه المقالة يحكي توفيق الحكيم عن رسالة جائته من أحد اصدقاءه الكُتاب يؤكد فيها على ثقته به، ويحثه فيها على الرد للنقد العنيف لإحدى قصص الحكيم، فجاء رد توفيق الحكيم على هذه الرسالة موضحاً مهمة الكاتب تجاه قرائه وناقديه، فيقول: “إني اشكر هذا القارئ الكريم على هذه الثقة الغالية باعتباري إنساناً... ولكني أرفض هذه الثقة باعتباري كاتباً.. إن مهمة الكاتب ليست في حمل القارئ على الثقة به، بل في حمله على التفكير معه.. ما أرخص الأدب لو أنه كان مثل السياسة طريقاً إلى اكتساب الثقة! لا. إن الأدب طريق إلى إيقاظ الرأي.. لا أريد من قارئي أن يطمئن إليَّ، ولا أريد من كتابي ان يريح قارئي... أريد أن يطوي القارئ كتابي فتبدأ متاعبه فيسد النقص الذي أحدثت.. أريد من قارئي أن يكون مكملاً لي، لا مؤمناً بي.. ينهض ليبحث معي.. ولا يكتفي بأن يتلقى عني.. إن مهمتي هي في تحريك الرؤوس.. الكاتب مفتاح الذهن... يعين الناس على اكتشاف الحقائق والمعارف بأنفسهم لأنفسهم..” وبعد ذلك يوضح أن مهمة الكاتب هي تربية الرأي، والناقد صاحب رأي، فلا يجب صده أو نفره، بل تشجيعه، لأن هناك بعض النقاد يسلم ويصدق دون بحث أو تمحيص، وهذا الفريق لا رأي له، بينما هناك فريق أخر لا يقبل التصديق والتسليم قبل الرجوع إلى العمل الأدبي أو الفني ليقول رأيه النهائي فيه. ويري توفيق الحكيم إن هذا الفريق هو أساس المجتمع الحر، الذي “يسعى الأدب جاهداً في إقراره وتقويته”. ويكمل الحكيم مشيراً أن ما دام الهدف النهائي هو تربية الرأي، فيجب ترك الناس - أصحاب الرأي - ينقدون، حتى لا يكونوا كالأطفال الذين تُكمَّم أفواههم لكي لا يملئون البيت صياحاً. ثم يتطرق الحكيم إلى مهمة الكاتب وهي أن ينزع شخصه من عمله، لكي ينطلق هذا العمل ليحدث أثره في الناس، وهو أن يجعلهم يفكرون بحرية في كل ما وُرد به حتى يتكون لهم في النهاية الرأي المستقل.

### قضية الفن القصصي في القرآن

#### رسالة جامعية يطالبون بحرقها
يحكي توفيق الحكيم عن فترة قامت فيها حركة جديدة - في مصر وإنجلترا - وهي مناقشة الكتب المنزلة، وبحثها على أسس علمية ومحاولة اتهامها بالمبالغة، وبأن ليس كل ما فيها من قصص ومعجزات يطابق الحقيقة والتاريخ الصحيح. ولذلك ثار بعض العلماء على أحد الأساتذة وهو محمد أحمد خلف الله لأنه وضع رسالة قدمها إلى كلية الآداب بجامعة فؤاد - جامعة القاهرة حالياً - عن الفن القصصي في القرآن الكريم، وقال فيها إن “قصصه لم تعتمد على أصل من واقع الحياة أو من التاريخ، بل قد يكون ذلك من عمل الفن الذي لا يعنيه الواقع التاريخي، وإنما ينتج عمله ويبرز صورته على أساس الحقيقة الفنية والقدرة على الابتكار والتبديل”. فقد طالب البعض بحرق الرسالة أمام أساتذة وطلبة كلية الآداب، وطالب آخرون بفصله. فقام صاحب الرسالة بالرد على هذه التهم، وأبدى استعداده لحرق الرسالة لو ثبت من أنه يدعو إلى الكفر أو الإلحاد.
و يعلق توفيق الحكيم موضحاً أن هذه ليست هي الحركة الأولى من نوعها في مصر، فقبل ذلك ألف علي عبد الرازق - وزير الأوقاف في ذلك الوقت - كتاباً “عن الإسلام وأصول الحكم” فثار علماء الأزهر، واجتمعت هيئة كبار العلماء وفصلته.
و حدث مرة أخرى أن ألف طه حسين كتاباً عن “الشعر الجاهلي” شكك فيه في بعض المعتقدات، فأراد مجلس النواب حينها إخراجه من منصبه، فهدد عدلي باشا رئيس مجلس الوزراء بالاستقالة حماية للبحث العلمي.